# Presidenti del Benin
I presidenti del Benin dal 1960 (data di indipendenza dalla Francia) ad oggi sono i seguenti (fino al 1975 il nome ufficiale del Benin era Repubblica del Dahomey).

## Lista
| Presidente | Presidente | Presidente                     | Partito                                                                                | Elezione                    | Mandato          | Mandato          |
| Presidente | Presidente | Presidente                     | Partito                                                                                | Elezione                    | Inizio           | Fine             |
| ---------- | ---------- | ------------------------------ | -------------------------------------------------------------------------------------- | --------------------------- | ---------------- | ---------------- |
|            |            | Coutoucou Hubert Maga (I)      | Raggruppamento Democratico del Dahomey                                                 | 1960                        | 1º agosto 1960   | 27 ottobre 1963  |
|            |            | Christophe Soglo (I)           | Militare                                                                               | A seguito di colpo di Stato | 28 ottobre 1963  | 25 gennaio 1964  |
|            |            | Sourou-Migan Apithy            | Partito Democratico Dahomeyano                                                         | 1964                        | 25 gennaio 1964  | 27 novembre 1965 |
|            |            | Justin Ahomadegbé-Tomêtin (I)  | Partito Democratico Dahomeyano                                                         | Ad interim                  | 27 novembre 1965 | 29 novembre 1965 |
|            |            | Tahirou Congacou               | Partito Democratico Dahomeyano                                                         | Ad interim                  | 29 novembre 1965 | 22 dicembre 1965 |
|            |            | Christophe Soglo (II)          | Militare                                                                               | A seguito di colpo di Stato | 22 dicembre 1965 | 19 dicembre 1967 |
|            |            | Jean-Baptiste Hachème          | Militare                                                                               | A seguito di colpo di Stato | 19 dicembre 1967 | 20 dicembre 1967 |
|            |            | Iropa Maurice Kouandété (I)    | Militare                                                                               | -                           | 20 dicembre 1967 | 21 dicembre 1967 |
|            |            | Alphonse Amadou Alley          | Militare                                                                               | -                           | 21 dicembre 1967 | 17 luglio 1968   |
|            |            | Émile Derlin Henri Zinsou      | Indipendente                                                                           | 1968 (Lug.) (plebiscito)    | 17 luglio 1968   | 10 dicembre 1969 |
|            |            | Iropa Maurice Kouandété (II)   | Militare                                                                               | A seguito di colpo di Stato | 10 dicembre 1969 | 13 dicembre 1969 |
|            |            | Paul-Émile de Souza            | Militare                                                                               | -                           | 13 dicembre 1969 | 7 maggio 1970    |
|            |            | Coutoucou Hubert Maga (II)     | Raggruppamento Democratico del Dahomey                                                 | Consiglio presidenziale     | 7 maggio 1970    | 7 maggio 1972    |
|            |            | Justin Ahomadegbé-Tomêtin (II) | Partito Democratico Dahomeyano                                                         | Consiglio presidenziale     | 7 maggio 1972    | 26 ottobre 1972  |
|            |            | Mathieu Kérékou (I)            | Militare, Partito della Rivoluzione Popolare del Benin                                 | A seguito di colpo di Stato | 26 ottobre 1972  | 4 aprile 1991    |
|            |            | Nicéphore Dieudonné Soglo      | Partito per il Trionfo del Rinnovamento Democratico, Partito della Rinascita del Benin | 1991                        | 4 aprile 1991    | 4 aprile 1996    |
|            |            | Mathieu Kérékou (II)           | Fronte d'Azione per il Rinnovamento e lo Sviluppo                                      | 1996, 2001                  | 4 aprile 1996    | 6 aprile 2006    |
|            |            | Yayi Boni                      | Indipendente                                                                           | 2006, 2011                  | 6 aprile 2006    | 6 aprile 2016    |
|            |            | Patrice Talon                  | Indipendente                                                                           | 2016, 2021                  | 6 aprile 2016    | in carica        |